# Korrekturfaktor
Als Korrekturfaktor wird eine ad hoc in eine Formel, ein mathematisches Modell oder eine Rechnung eingeführte Größe der Dimension Zahl bezeichnet, die notwendig ist, um die Berechnung den Erwartungen oder den Beobachtungen anzugleichen. Wichtige Beispiele sind u. a. Einsteins kosmologische Konstante, oder gewisse Terme in den Formeln für Dunkle Energie, Dunkle Materie oder die kosmologische Inflation.
Obwohl wichtige Beispiele für derartige Terme auch in der Physik auftauchen, findet man die Vielzahl von Korrekturfaktoren in den weniger „exakten“ Wissenschaften, wie u. a. den Ingenieurwissenschaften, da hier häufiger Inhomogenitäten und Rauschen reeller Materialien und Bedingungen Rechnung getragen werden muss, die in der Physik oft herausidealisiert werden.
Bei offensichtlich mathematisch-physikalisch unmotivierten Anpassungen spricht man gelegentlich auch verächtlich von einem Pfuschfaktor.